# Hãng phim lớn

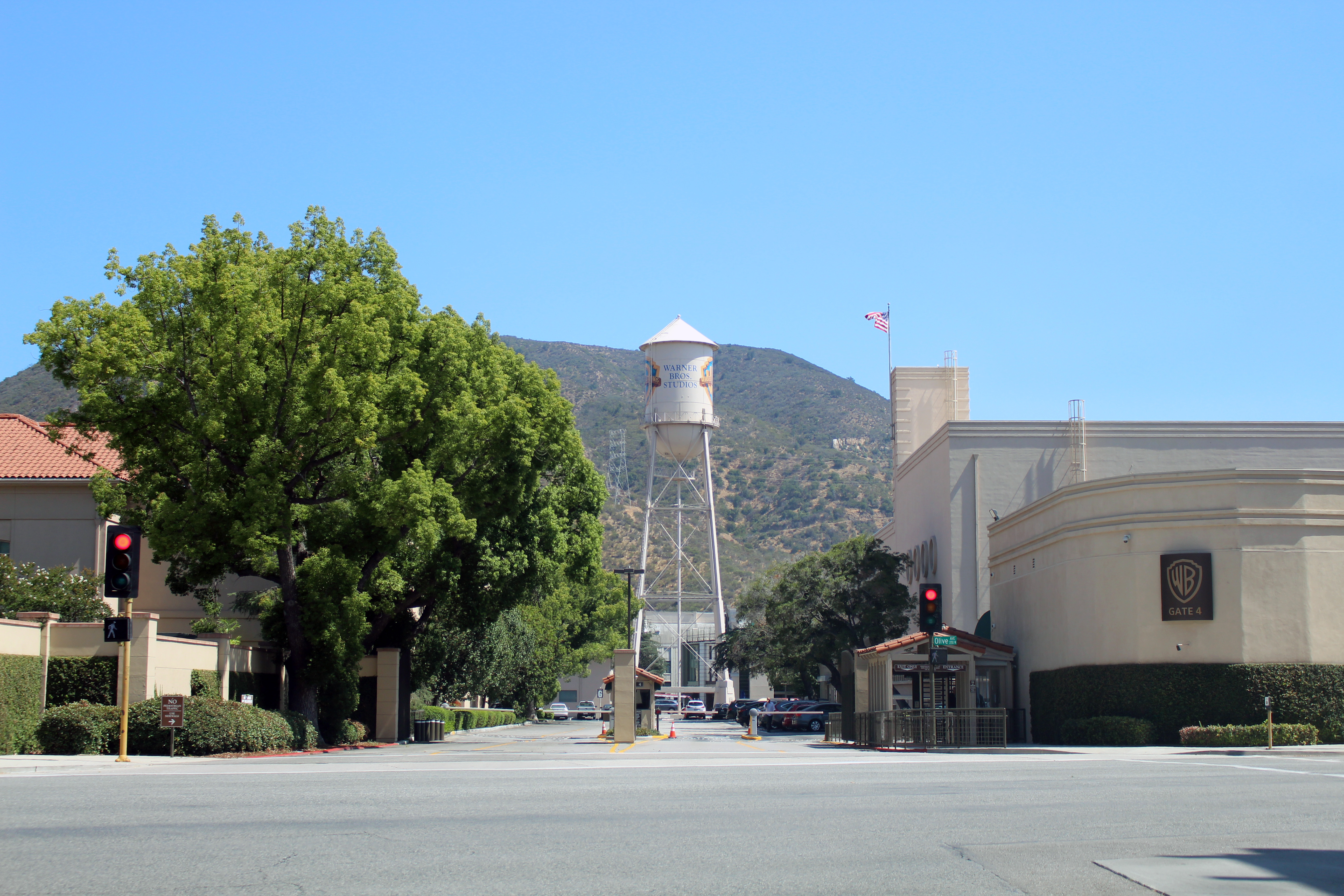
Warner Bros.

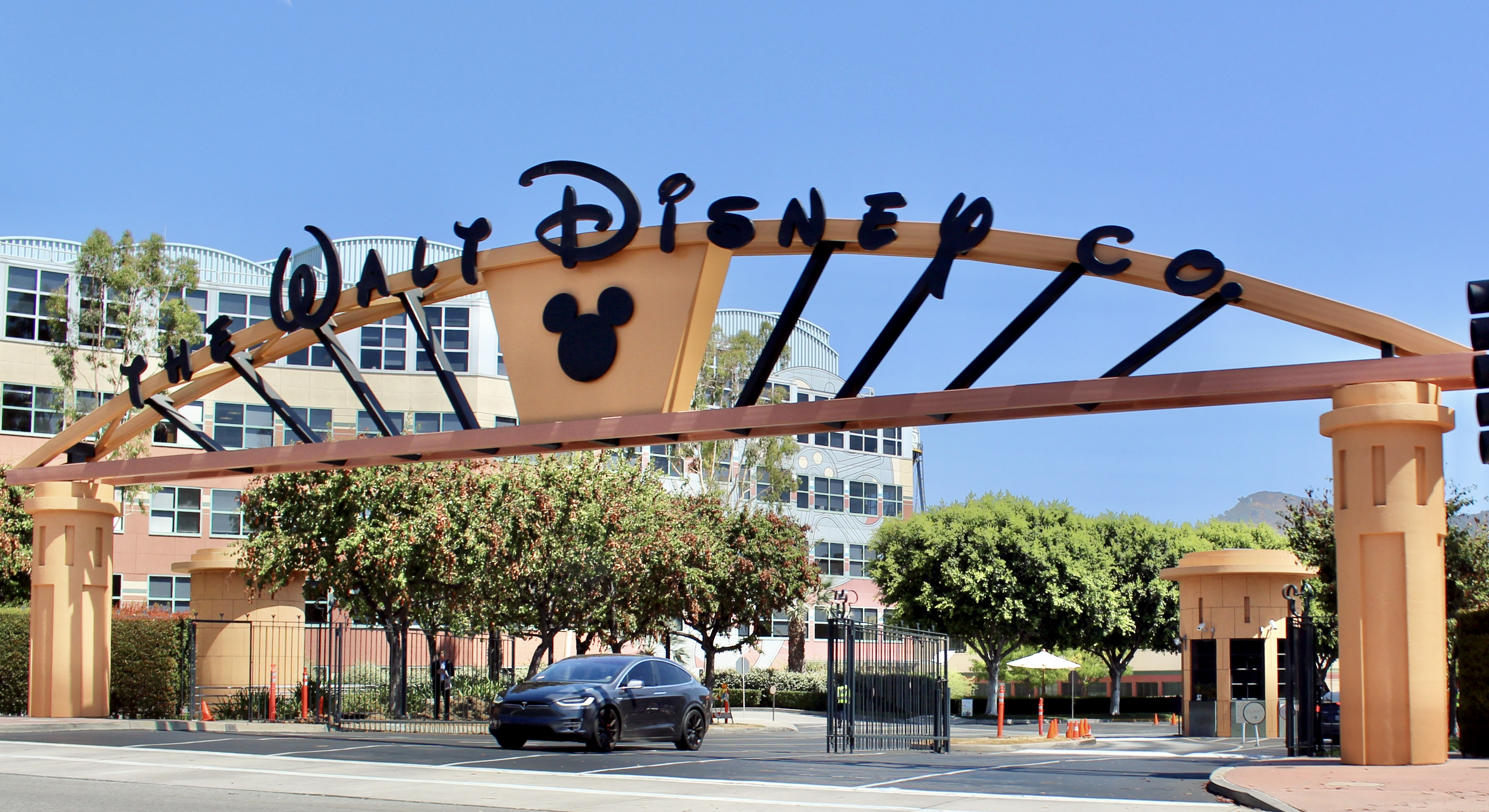
Disney

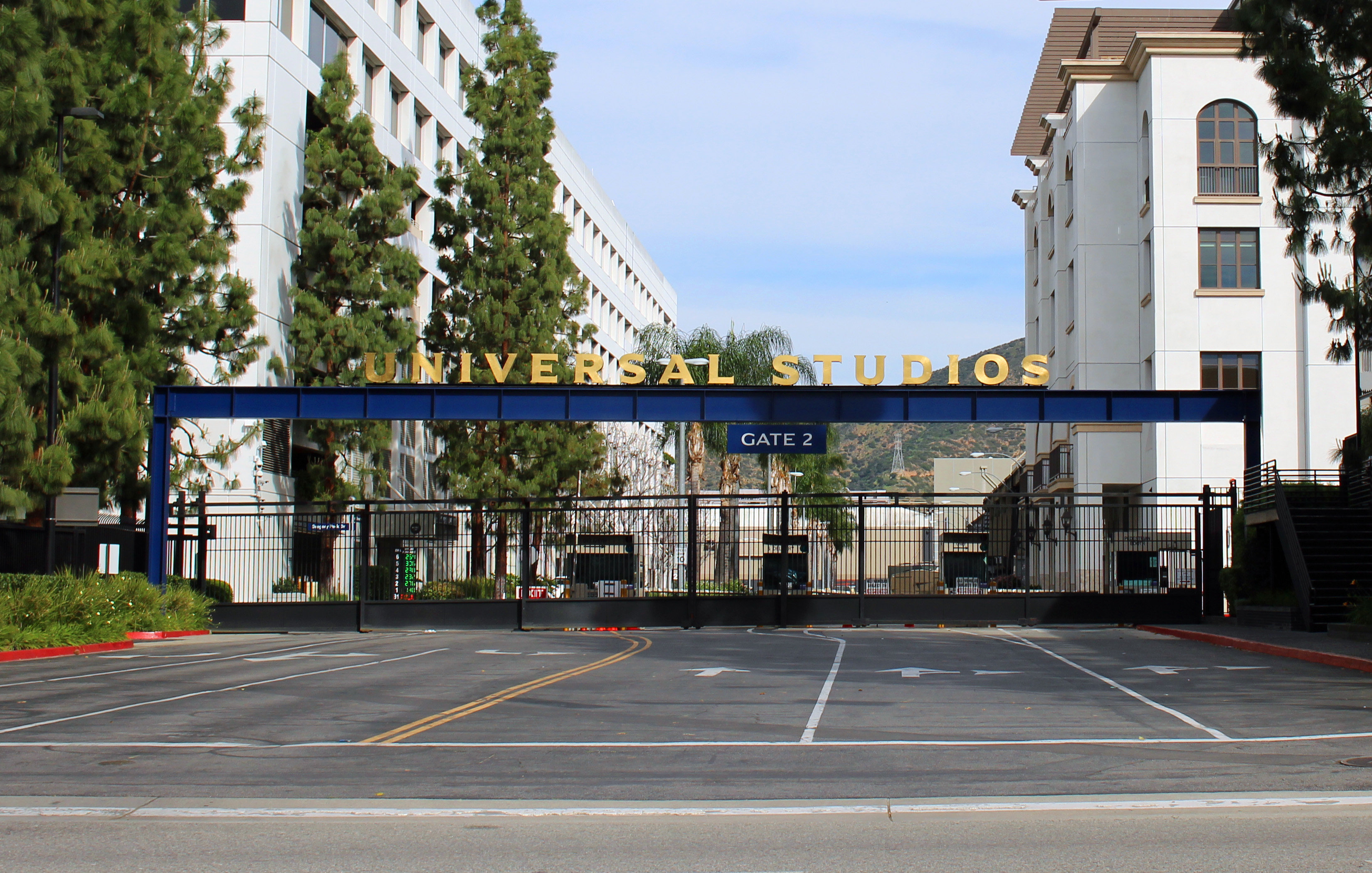
Universal

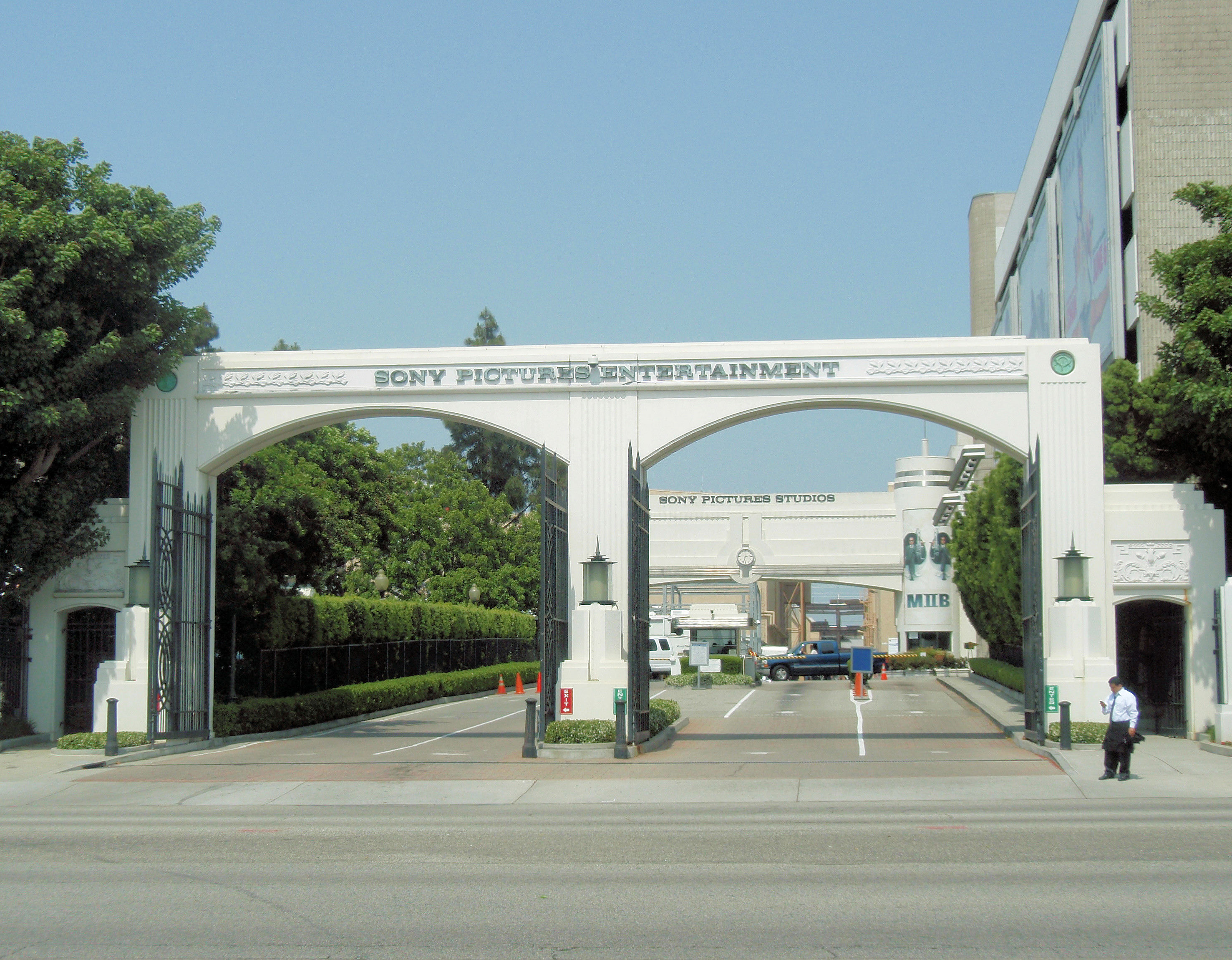
Columbia

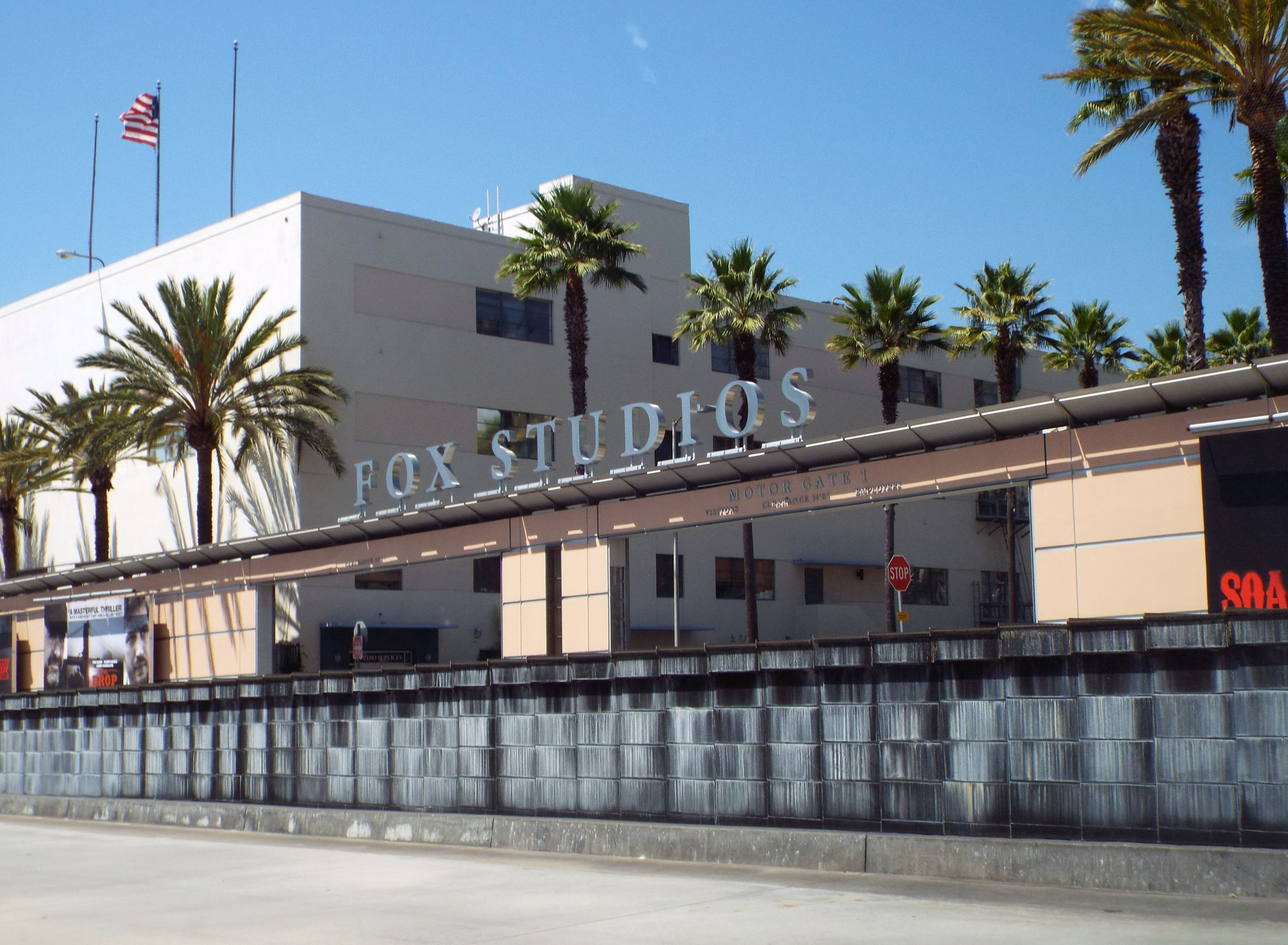
Fox

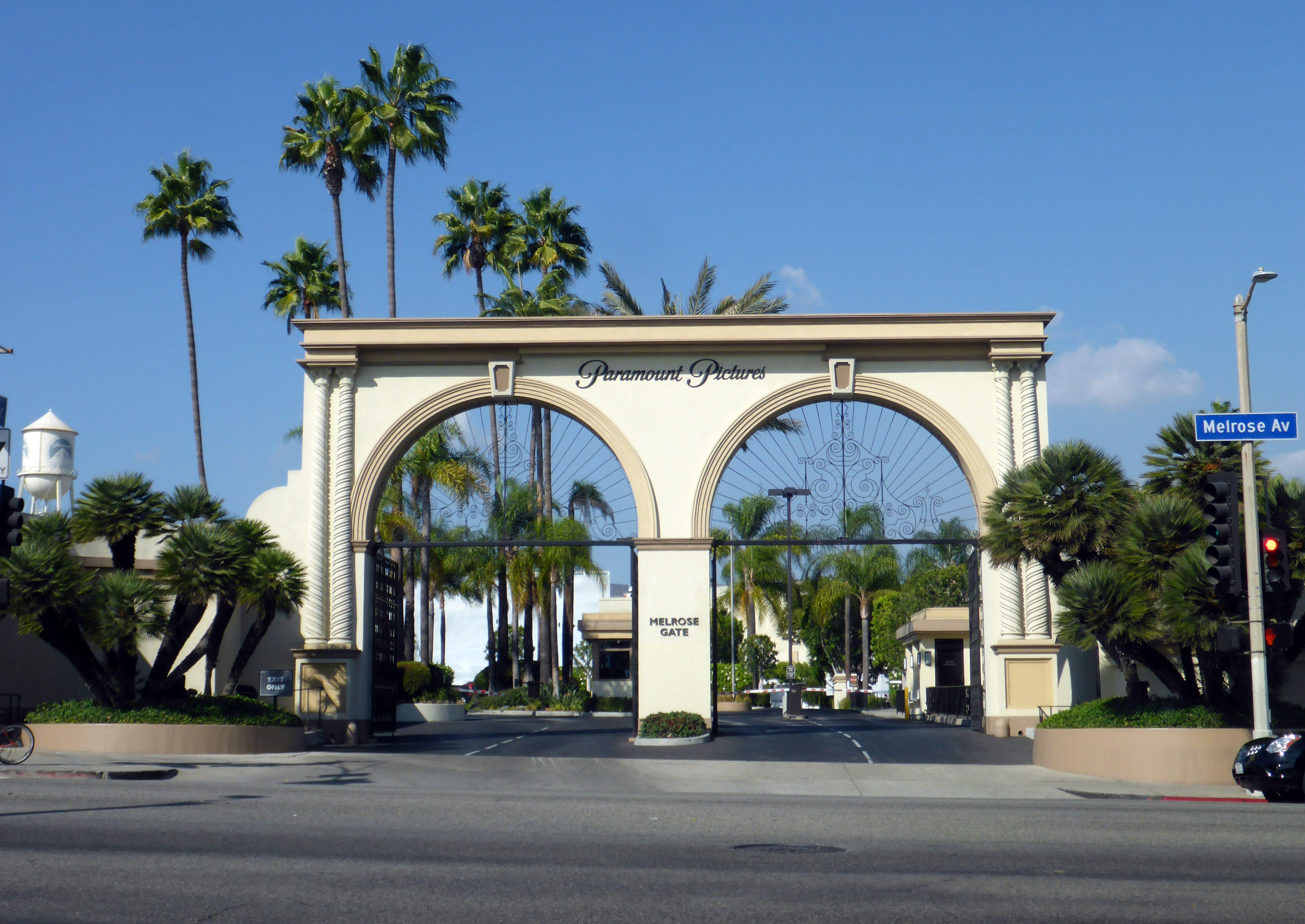
Paramount

Một hãng phim lớn là một hãng phân phối và sản xuất điện ảnh thực hiện việc phát hành một số lượng đáng kể các phim điện ảnh thường niên và kiểm soát thị phần lớn trong tổng doanh thu phòng vé tại một thị trường xác định. Tại Bắc Mỹ, các nước phương Tây và các thị trường khác trên thế giới, các hãng phim lớn thường được coi là sáu tập đoàn truyền thông đa dạng với các công ty con chuyên về phân phối và sản xuất điện ảnh chiếm tới 80 đến 85 phần trăm doanh thu phòng vé của Mỹ và Canada. Thuật ngữ này còn được sử dụng trực tiếp cho công ty con kinh doanh phim điện ảnh của từng tập đoàn.
Các hãng phim lớn được gọi là "Big Six", với trụ sở chính được đặt quanh vùng Los Angeles của Hollywood, đều chủ yếu là các hãng phim đã hoạt động từ Kỷ nguyên Vàng của Hollywood trong khoảng những năm 1930 tới 1940. Ba hãng phim, 20th Century Fox, Warner Bros. và Paramount, cũng đều là một trong năm "Big Five" của Kỷ nguyên này. Trong khi đó, Columbia và Universal, hai hãng phim lớn tại thời điểm hiện tại, thì trong thời kì đó lại xếp ở hạng thấp hơn, và là một phần của "Little Three". Walt Disney Studios từng là một công ty sản xuất độc lập trong Kỷ nguyên Vàng, tuy nhiên khi đó công ty lại không phải là một hãng phim lớn. Metro-Goldwyn-Mayer, United Artists, và RKO là ba hãng phim từng được coi là hãng phim lớn trước đây.
Hiện nay, Disney là thành viên duy nhất của Big Six có trụ sở công ty mẹ đặt gần Los Angeles. Năm công ty còn lại có trụ sở tập đoàn đặt tại Thành phố New York, Philadelphia, và Tokyo. Trong bộ sáu Big Six, Paramount là công ty duy nhất có trụ sở đặt trong Hollywood, và Paramount và Fox là hai công ty duy nhất đặt trụ sở trong vùng giới hạn của Los Angeles, trong khi Disney và Warner Bros. được đặt tại Burbank, Columbia tại Culver City, còn trụ sở Universal được đặt tại khu chưa hợp nhất của Universal City.
Hầu hết các hãng phim thuộc Big Six ngày nay đều quản lý các công ty con của mình thông qua các mạng lưới phân phối riêng tập trung vào các phim vị nghệ thuật (như Fox Searchlight Pictures) hay các phim có kinh phí thấp (như hãng Screen Gems của Sony); một vài trong số các công ty này đã bị đóng cửa vào khoảng những năm 2008 đến 2010. Bộ sáu hãng phim lớn đối lập hoàn toàn với những công ty phân phối và/hoặc sản xuất điện ảnh nhỏ hơn, thường được gọi là các hãng phim độc lập. Dẫn đầu trong số các hãng sản xuất/phân phối điện ảnh độc lập—Lionsgate Films, The Weinstein Company, và hãng phim trước đây từng là một trong các hãng phim lớn MGM—thường được gọi là các hãng phim "hạng trung". Từ năm 1998 cho tới 2005, DreamWorks SKG đã kiểm soát một lượng đủ thị phần để có thể trở thành hãng phim lớn thứ bảy. Năm 2006, DreamWorks được mua lại bởi Viacom, công ty mẹ của Paramount. Cuối năm 2008, DreamWorks một lần nữa lại trở thành một công ty sản xuất độc lập; các phim điện ảnh của hãng đều được phân phối bởi hãng Touchstone Pictures của Disney cho đến năm 2016, việc phân phối được chuyển qua cho Universal.
Các hãng phim thuộc Big Five hiện tại là các nhà phân phối và ủng hộ cho các phim điện ảnh do các công ty độc lập sản xuất. Các chi nhánh chuyên môn thường mua được quyền phân phối cho các phim điện ảnh mà trước đó hãng phim không hề có vai trò liên quan. Thường thì các hãng phim lớn chỉ thực hiện một số lượng nhỏ các công việc liên quan đến sản xuất cơ bản, các hoạt động chính của họ vẫn tập trung nhiều hơn vào việc phát triển sản phẩm, các vấn đề tài chính, tiếp thị và buôn bán. Các nghiệp vụ kinh doanh thường được tổ chức ở trong hoặc gần Los Angeles, dù hầu hết các phim điện ảnh ngày nay được quay một phần hoặc toàn bộ tại các địa điểm bên ngoài vùng Los Angeles.
Từ những ngày đầu của điện ảnh, các hãng phim lớn của Mỹ đã nắm quyền kiểm soát cả nền điện ảnh Hoa Kỳ cũng như ngành công nghiệp điện ảnh của thế giới. Các hãng phim Mỹ đã tạo được một lợi thế gia nhập đầu tiên mạnh mẽ khi trở thành những tên tuổi đầu tiên công nghiệp hóa ngành điện ảnh và làm chủ việc sản xuất quy mô lớn và phân phối những phim điện ảnh chất lượng cao với tính chất giao thoa văn hóa rõ ràng. Big Six ngày nay vẫn phân phối hàng trăm phim điện ảnh thường niên cho các thị trường chủ chốt (những nơi thu nhập khả dụng của khách hàng đủ cao để họ có thể ra rạp xem phim được). Một phim điện ảnh thường rất hiếm khi hoặc không thể đạt đủ lượng người xem quốc tế đa lục địa và đa ngôn ngữ nếu như phim đó không được lựa chọn phân phối bởi các hãng phim lớn.

## Hãng phim lớn

### Hiện tại
| Hãng phim mẹ (tập đoàn)                        | Hãng phim lớn                             | Năm thành lập | Phim arthouse/Phim độc lập               | Phim theo thể loại/Phim hạng B         | Phim hoạt hình | Các chi nhánh và thương hiệu khác                                               | Thị phần Mỹ và Canada (2016) |
| ---------------------------------------------- | ----------------------------------------- | ------------- | ---------------------------------------- | -------------------------------------- | --- | ------------------------------------------------------------------------------- | ---------------------------- |
| Walt Disney Studios (The Walt Disney Company)  | Walt Disney Pictures 20th Century Studios | 1923          | Searchlight Pictures                     | Disneynature Lucasfilm Marvel Studios  | DisneyToon Studios Lucasfilm Animation Marvel Animation Pixar Disney Animation Blue Sky Studios                         | - WDSMP - ESPN Films (80%) - Miravista Films - UTV Pictures                     | 26.09%                       |
| Warner Bros. Entertainment (AT&T)              | Warner Bros. Pictures New Line Cinema     | 1923          |                                          | New Line Cinema DC Films               | Warner Animation Group Cartoon Network Studios                                                                          | Castle Rock CNN Films Flagship (49%) HBO Films Turner Entertainment             | 16.86%                       |
| Universal Filmed Entertainment Group (Comcast) | Universal Pictures                        | 1912          | Focus Features                           | Gramercy Pictures Working Title Films  | - Big Idea Entertainment - Bullwinkle Studios - DreamWorks Animation - Illumination Entertainment - Universal Animation | Focus World High Top Releasing NBCU Ent. Japan Oriental DreamWorks (45%)        | 12.50%                       |
| Sony Pictures Motion Picture Group (Sony)      | Columbia Pictures Tristar Pictures        | 1924          | Sony Pictures Classics Destination Films | Screen Gems Affirm Films Stage 6 Films | Sony Pictures Animation Sony Pictures Imageworks                                                                        | Sony Pictures Releasing TriStar Pictures TriStar Productions SPWA Triumph Films | 8.07%                        |
| Paramount Motion Pictures Group (Viacom)       | Paramount Pictures                        | 1912          |                                          | Insurge Pictures                       | Nickelodeon Animation Studio Paramount Animation                                                                        | Comedy Central Films MTV Films Nickelodeon Movies Paramount Famous Productions  | 7.50%                        |

### Trước đây
Các hãng phim lớn trước đây bao gồm:
- Metro-Goldwyn-Mayer Pictures 1924-1986
- RKO Pictures 1928-1960
- United Artists 1919-1982

## Hãng phim hạng trung
Các hãng phim hạng trung là những công ty sản xuất có lượng phim thường niên chiếm thị phần nhỏ hơn và đang cạnh tranh trực tiếp với các công ty lớn.

### Hiện tại
| Hãng phim mẹ (tập đoàn)                                                                          | Hãng phim hạng trung         | Năm thành lập | Các chi nhánh và thương hiệu khác | Thị phần Mỹ/Canada (2015) |
| ------------------------------------------------------------------------------------------------ | ---------------------------- | ------------- | --- | ------------------------- |
| Lions Gate Entertainment (Lions Gate Entertainment Corporation)                                  | Lionsgate Films              | 1997          | - Anchor Bay Films - CodeBlack Films - Globalgate Entertainment - Lionsgate Premiere - Pantelion Films (49%) - Roadside Attractions (43%) - Summit Entertainment | 5.9%                      |
| The Amblin Group Participant Media Reliance Entertainment (Reliance ADA Group) Entertainment One | Amblin Partners              | 1994          | DreamWorks Pictures Amblin Entertainment |                           |
| Metro-Goldwyn-Mayer (Amazon)                                                                     | Metro-Goldwyn-Mayer Pictures | 1924          | MGM Animation United Artists Orion Pictures Lightworkers Media                                                                                                   |                           |
|                                                                                                  | The Weinstein Company        | 2005          | Dimension Films Radius-TWC TWC-Dimension Kaleidoscope TWC | 2.6%                      |
| AMC Theatres (Dalian Wanda Group) Regal Entertainment Group                                      | Open Road Films              | 2011          | | 0.63%                     |
|                                                                                                  | STX Entertainment            | 2014          | | 0.57%                     |
| CBS Corporation                                                                                  | CBS Films                    | 2007          | | 0.53%                     |
|                                                                                                  | Gaumont Film Company         | 1895          | Gaumont Animation |                           |

### Trước đây
Các hãng phim hạng trung trước đây bao gồm:
- Allied Artists Pictures, 1967[29]
- Artisan Entertainment[30] - được Lions Gate Entertainment mua lại vào năm 2003
- Avco Embassy, 1967[29]
- The Cannon Group[31]
- Castle Rock Entertainment[32] - được Turner Broadcasting System mua lại vào năm 1993; TBS hợp nhất với Time Warner vào năm 1996
- DreamWorks Animation[13] - được NBCUniversal mua lại vào năm 2016[33]
- FilmDistrict[26] - hợp nhất với Focus Features vào năm 2014
- Miramax Films[12] - được sở hữu bởi The Walt Disney Company từ năm 1993 đến 2010; bán lại cho Filmyard Holdings vào 2010, rồi cho beIN Media Group vào năm 2016
- New Line Cinema[12] - được Turner Broadcasting System mua vào năm 1994; TBS hợp nhất với Time Warner vào năm 1996; New Line hợp nhất với Warner Bros. vào năm 2008
- New World Pictures[29] - được News Corporation mua lại vào năm 1997
- October Films[25] - được Universal mua lại vào năm 1997; được Barry Diller mua lại vào năm 1999 và hợp nhất với Gramercy Pictures vào USA Films; USA năm 2001 được mua lại bởi Vivendi và hợp nhất với Good Machine và Universal Focus thành Focus Features
- Orion Pictures[34] Được mua lại vào năm 1988 bởi Kluge/Metromedia; MGM mua lại vào năm 1997
- Overture Films[25] được bán cho Relativity Media năm 2010.
- PolyGram Filmed Entertainment[12] - được bán cho Universal Studios năm 1999.
- Relativity Media[35] Emerged in March 2016.
- Summit Entertainment[25] - mua lại bởi Lions Gate Entertainment năm 2012
- TriStar Pictures[34] - hợp nhất vào Columbia năm 1987
- Weintraub Entertainment Group[36]